# 適情録
適情録（てきじょうろく）は、中国明代の囲碁の棋書。林応龍が、日本の僧虚中と協力して編纂し、1525年（嘉靖4年）に刊行された。

## 成り立ち
京都東山建仁寺の虚中上人は、明の弘治年間に中国に渡り、杭州で仏教を学びながら、『忘憂清楽集』『玄玄碁経』などから囲碁の棋譜、定石、詰碁など384局を収集して『決勝図』二巻にまとめた。南京の林応龍は杭州滞在中に虚中と親しくなり、二人でこれらを再編し、虚中は帰国することなく当地で死去するが、林応龍は虚中の死後に『玄通集』としてまとめた。さらに20年後に再度これを元に碁経、易経なども加えて『適情録』二十巻にまとめ、鎮江で刊行された。
明代では、寧献王朱権による『爛柯経』、許穀『石室仙機』、方子振『弈微』、褚克明『秋仙遺譜』、陸玄宇父子『仙機武庫』、潞王朱常淓（朱翊鏐の子）『萬匯仙機』、過百齢『官子譜』などとともに代表的な棋書とされる。また日本人による中国での囲碁についての最初の記録とも言われる。「適情」という題は、王安石の詩の中の一節「忘情塞上馬、適志夢中蝶」から取ったと林応龍は述べている。

## 出版物
- 呉清源解説、貝塚茂樹,林裕,宇野精一,松丸道雄,景嘉共編『適情録』（全20巻・解説2冊）組本社 1980年
- 『適情録』全20巻・解説4冊  同朋舎メディアプラン 2004年